# Santa María Rupes
La Santa María Rupes è una struttura geologica della superficie di Mercurio.